# Martyrs de Casamari
Les martyrs de Casamari sont six moines, Siméon Cardon et ses compagnons, religieux cisterciens, tués par des soldats français en mai 1799 dans l'abbaye de Casamari. 
Ils sont reconnus martyrs par l'Église catholique, leur béatification a lieu le 17 avril 2021. Leur fête est le 13 mai.

## Événements
Pendant les guerres napoléoniennes, début 1799, les troupes françaises occupent le royaume de Naples. Attaquées par l'Autriche, elles font retraite vers le nord, et se livrent alors à diverses exactions, notamment à l'encontre des abbayes, des monastères,. Après avoir pillé l'abbaye du Mont-Cassin, les soldats français investissent le 13 mai 1799 l'abbaye de Casamari, peu avant les complies.
Ayant entendu parler des ravages effectués, la plupart des religieux préfèrent s'échapper. Six choisissent de rester : le prieur Siméon Cardon, les frères Mathurin Pitri, Domenico Zawrel, Modeste Burgen, Albertino Maisonade et Zosimo Brambat.
Les religieux restants accueillent les soldats et les nourrissent. Mais les soldats recherchent les objets précieux comme les ciboires et les calices, démolissent le tabernacle pour les trouver, et répandent les hosties à terre. 
Les moines veulent défendre l'eucharistie de la profanation, et récupérer les hosties tombées à terre, mais ils sont attaqués par les soldats, et sont blessés mortellement, au sabre et à la baïonnette,,. La plupart meurent de leurs blessures le soir même ou dans la nuit, un autre le lendemain, et le sixième trois jours plus tard,.

## Martyrs
- Le P. Siméon Cardon est originaire de Cambrai. Il prononce ses vœux religieux le 4 août 1782 dans la congrégation de Saint-Maur, à Meaux[1]. Opposant à la Révolution française et à la Constitution civile du clergé, il quitte la France en 1795 et se réfugie à l'abbaye de Casamari[1]. Il y devient trésorier, puis prieur de l'abbaye[1]. Il est réputé pour sa sainteté et pour sa charité pour les malades[1].À l'arrivée des soldats le 13 mai 1799, il est effrayé et commence par se cacher ; pris de remords, il rejoint ses frères et est atteint de plusieurs coups de sabre[2]. Il meurt le lendemain 14 mai, après avoir raconté l'ensemble au général Thiébault[2].

- Domenico Maria Zawrel naît en 1725 à Cadovio (Chodov)[1], originaire de la Bohême[3], et devient dominicain avant d'opter pour la vie monastique, entrant à l'abbaye de Casamari en 1776 où il prononce ses vœux en 1777[1]. Il est tué le soir du 13 mai 1799[1].

- Albert Marie Maison est d'origine bordelaise. Il quitte la France pendant la Révolution, et entre en 1792 à l'abbaye de Casamari, où il fait profession le 20 novembre 1793. Il est tué le 13 mai 1799 de deux coups de pistolet, devant le Saint-Sacrement[2].

- Zosimo Maria Brambat, Milanais, entre en 1792 à l'abbaye de Casamari et y fait sa profession simple en 1795. Gravement blessé le 13 mai 1799, il meurt le 16 mai en essayant de rejoindre la ville de Boville Ernica pour y recevoir les derniers sacrements[1].

- Modeste Marie Burgen est bourguignon et devient trappiste à l'abbaye de Sept-Fons, qu'il quitte au début de la Révolution pour rejoindre l'abbaye de Casamari en janvier 1796. Il y prononce ses vœux l'année suivante. Il est tué par les soldats français le 13 mai 1799[1].

- Maturin Pitré est né à Fontainebleau. Enrôlé dans l'Armée française pour la Campagne d'Italie, il y tombe malade. Guéri, il entre en janvier 1799 à l'abbaye de Casamari pour se consacrer à Dieu. Il est tué le soir du 13 mai 1799[1],[2].

## Reconnaissance du martyre et béatification
De nombreuses grâces sont signalées par l'intercession des martyrs. 
Le procès canonique pour leur béatification commence en 2003. La postulatrice de leur cause précise que les actes perpétrés « ne provenaient pas d'une volonté de persécution systématique et explicite contre la foi, mais la violence de leur agression manifesta une haine envers la foi ». 
Le pape François les reconnaît martyrs le 26 mai 2020. Ils sont béatifiés le 17 avril 2021 à Casamari par le cardinal Marcello Semeraro, préfet de la Congrégation pour la cause des saints,,. Leur fête est le 13 mai.
Le lendemain de leur béatification, le pape salue le « courage héroïque » de « ces doux disciples du Christ ». La représentante de la France à la béatification est l'ambassadrice auprès du Saint-Siège Élisabeth Beton-Delègue.